# Pseudotrochalus excisiceps
Pseudotrochalus excisiceps är en skalbaggsart som beskrevs av Frey 1974. Pseudotrochalus excisiceps ingår i släktet Pseudotrochalus och familjen Melolonthidae. Inga underarter finns listade i Catalogue of Life.